# 張威
張 威（ちょう い、生没年不詳）は、中国の北周から隋にかけての軍人。

## 経歴
西魏の弘農郡太守の張琛の子として生まれた。北周においてしばしば征戦に参加し、位は柱国・京兆尹となり、長寿県公に封ぜられた。
580年、王謙が乱を起こすと、張威は楊堅の命を受けて行軍総管となり、梁睿の下で乱の平定にあたった。梁睿の軍が通谷にいたると、王謙の守将の李三王がはばんだ。梁睿は張威を先鋒としてこれに当たらせた。李三王ははじめ塁を閉ざして戦おうとしなかったが、張威が人を使って李三王を罵り侮辱させると、李三王は怒って出撃してきた。張威は壮士を率いて戦い、李三王の軍を潰滅させた。開遠に進軍すると、王謙の将の趙儼が10万人の兵を率いて、30里にわたって陣営を連ねた。張威は山を穿って道を通し、西嶺から趙儼の背後を攻撃すると、趙儼は敗走した。追撃して成都にいたり、張威は中軍を率いて王謙と戦った。王謙が平定されると、位は上柱国に進み、瀘州総管に任ぜられた。
581年、隋が建国されると、幽州総管・洛州総管を歴任し、晋熙郡公に改封された。まもなく河北道行台僕射に任ぜられ、後に督晋王軍府事をつとめた。数年後、青州総管に任ぜられた。青州において張威の家奴が民衆を苦しめたため、張威は文帝の譴責を受け、免職されて家に帰った。後に洛州刺史として復職し、皖城郡公に封ぜられた。まもなく相州刺史に転じ、在官のまま死去した。
子に張植があり、大業年間に武賁郎将となった。

## 伝記資料
- 『隋書』巻五十五 列伝第二十
- 『北史』巻七十三 列伝第六十一